# Arribes (geografía)
Arribes, arribas o arribanzos son los términos del idioma leonés utilizados para denominar el peculiar accidente geográfico formado por los ríos de la zona enclavada entre las provincias españolas de Salamanca y Zamora y los distritos portugueses de Braganza y Guarda. Generalmente, se suele identificar el término arribes con arribes del Duero, pero existen también arribes en el Águeda, el Esla, el Huebra, el Tormes y en el río de las Uces.
Esta característica geomorfológica común en toda la zona da lugar a una ecorregión, comarca natural o territorio de relación económica, cultural y turística entre sus localidades. Se conoce como «as arribas» en Portugal, «las arribes» (en femenino) en Salamanca y, mayoritariamente, como «los arribes» (en masculino) en Zamora, aunque en esta última también se usa el término tradicional de «las arribas».

## Etimología
Estas tierras reciben numerosos nombres en las distintas comarcas de la zona. En todo caso sus denominaciones son de carácter popular y transmitidas de generación en generación.
Arribes es un vocablo de la lengua asturleonesa, con derivación etimológica del latín «ad ripa-ae», que significa «junto a la orilla». La forma asturiana escrita «les arribes» era usada en las actuales comarcas de Sayago, Aliste y La Ribera, así como en la zona colindante portuguesa, para referirse a las depresiones geográficas del Duero, el Esla, el Huebra, el Tormes y el río de las Uces. La pronunciación de la «e» podría haber variado en distintas épocas de la historia entre los actuales fonemas castellanos «a» y «e» o incluso presentarse con el fonema «ə» o parecidos, como ocurre en otras lenguas peninsulares como el catalán o el portugués, lo que explicaría la existencia de la forma «las arribas», en distintas poblaciones de la provincia de Zamora, y la forma «as arribas» en portugués. El término escrito «arribes» aparece por primera vez en una obra escrita en 1885. Tras la consolidación de la forma escrita y pronunciada «arribes», sobre todo en la comarca salmantina de La Ribera, aparece la forma «arribis», ya que a veces la «e» en leonés y extremeño tiende a pronunciarse casi o totalmente como una «i» castellana, quizás por influencia del portugués. Para los zamoranos existe además el vocablo «arribanzo», algo más conciso, con el que se refieren a los enormes roquedos o gigantescas rocas graníticas que conforman los valles. Entre los habitantes de algunos pueblos de la comarca salmantina de La Ramajería también son conocidos como «Los Farallones».
Frente a estos nombres locales, a partir de mediados de los años 70 se ha ido imponiendo la denominación «los arribes», en masculino, por influencia externa de la administración y de algunos medios de comunicación. Los naturales de las comarcas zamoranas de Sayago y Aliste han empezado a utilizar esta forma, y aunque todavía emplean las autóctonas «las arribas» y «arribanzos», estas han quedado algo desplazadas en favor de la primera, y es la zona portuguesa el único sitio donde todavía prevalece decir «as arribas». En el sur, los naturales de la comarca salmantina de La Ribera, ahora más conocida como las Arribes, siguen utilizando su variación tradicional «las arribes», en femenino, variación que con la creación del parque natural se ha extendido también para designar los tramos fronterizos del Duero y el Águeda en la vecina comarca de El Abadengo donde antes prácticamente no se usaba.
El término «arribas», con «a», es hoy un vocablo del diccionario en la lengua portuguesa, sinónimo de «ribas», que significa laderas del río, costa alta y escarpada o margen elevada del río.

## Geología
La actual morfología y composición litológica de estas tierras se debe a los procesos geológicos endógenos que afectaron a la zona junto a la erosión milenaria de las aguas de sus ríos.

### Historia

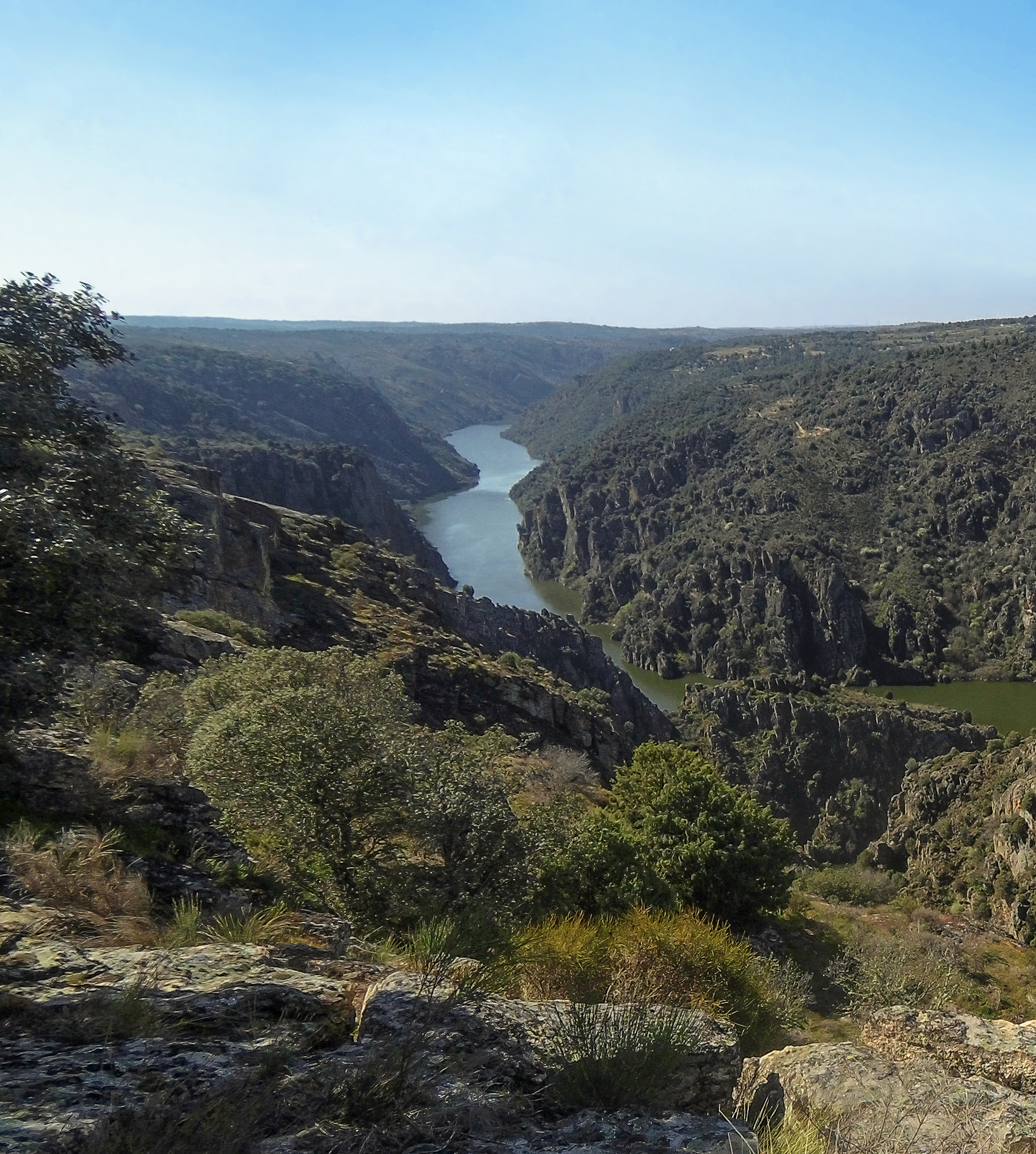
Los arribes zamoranos desde el mirador de las Barrancas, en Cozcurrita, municipio de Fariza

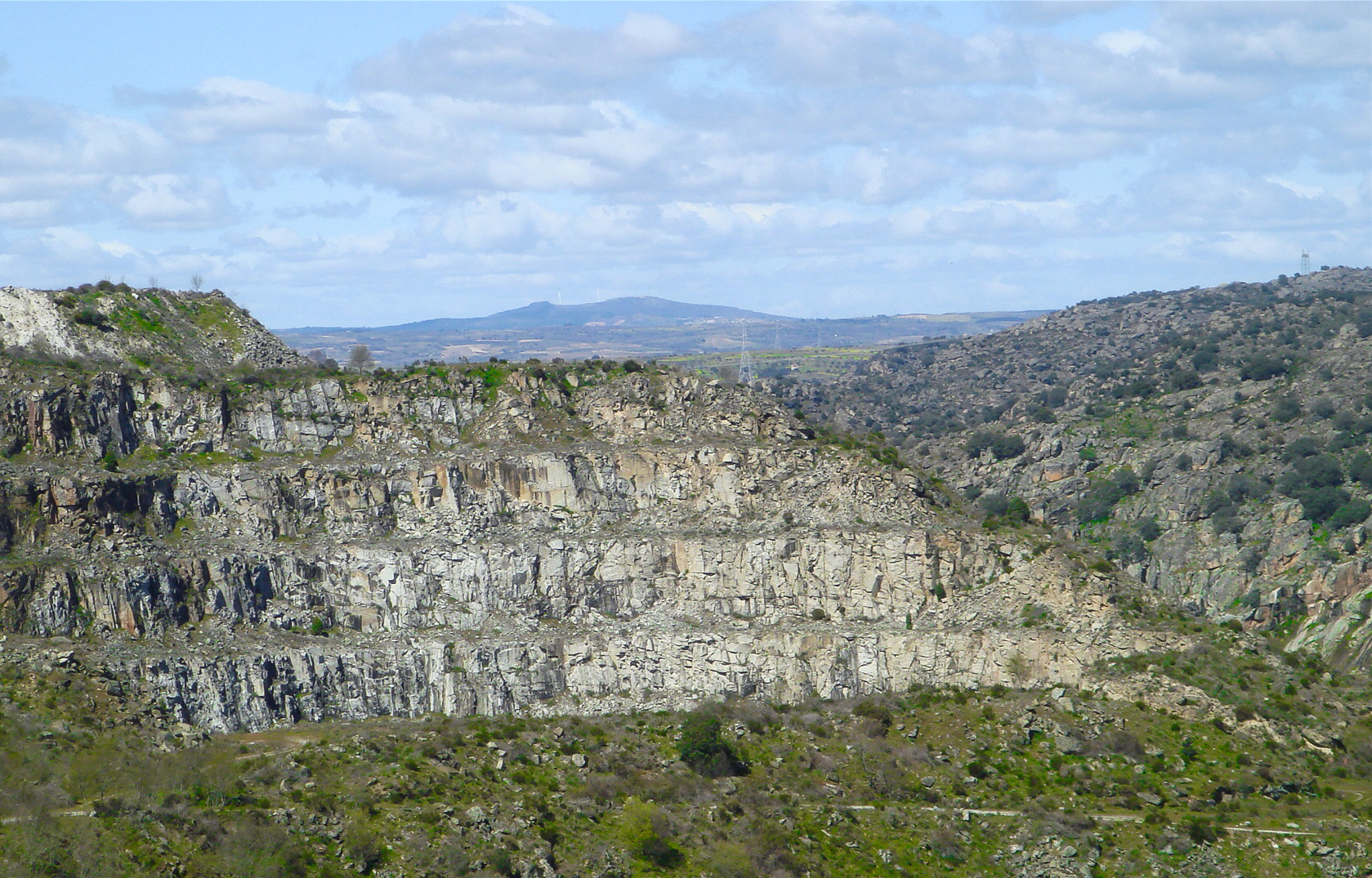
Cantera de la presa de Almendra

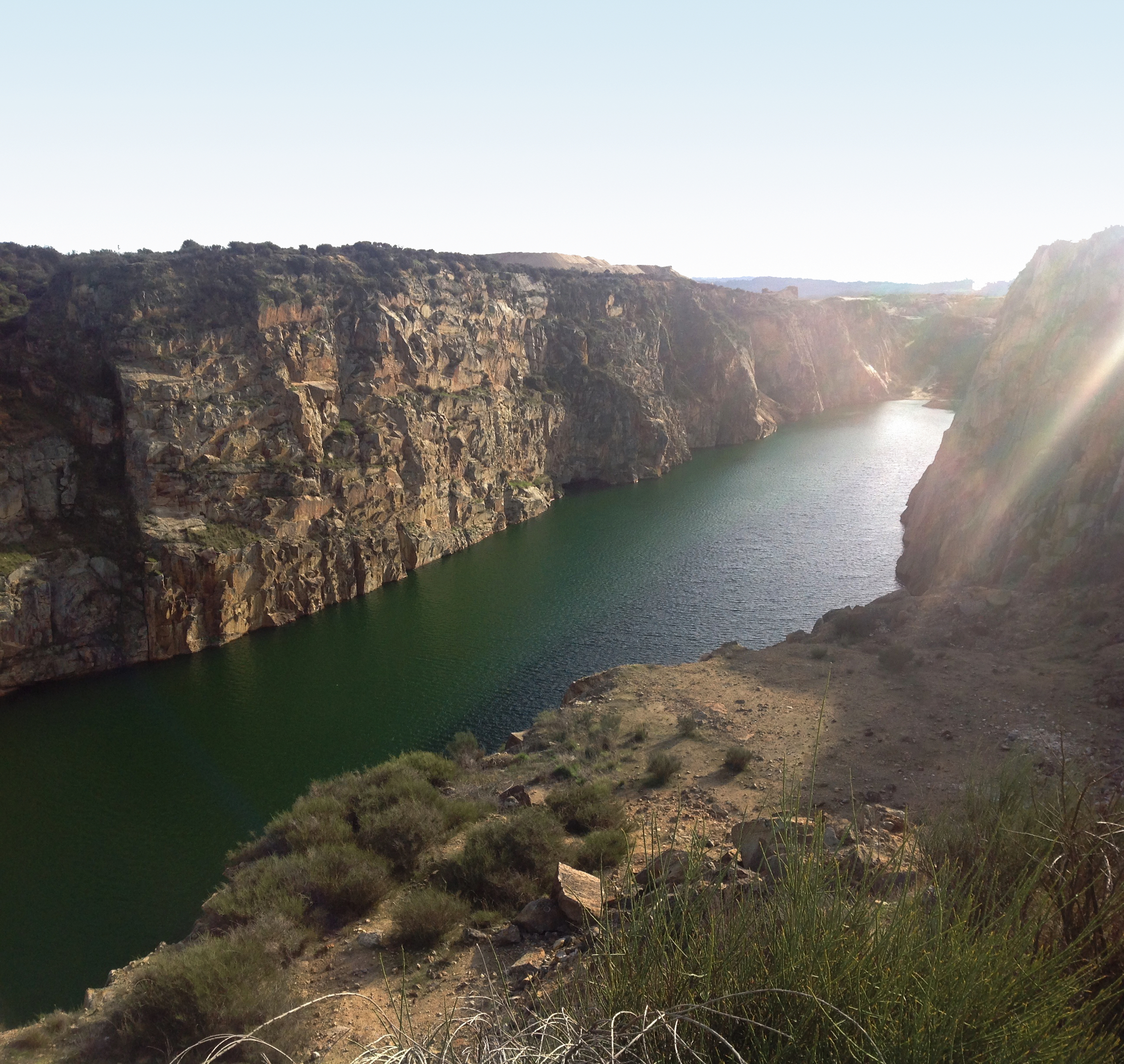
Mina de Barruecopardo

La orogenia hercínica de la Era Primaria o Paleozoica (600-225 millones de años) ocasiona la unión de todas las masas continentales del planeta, que se fusionan formando la Pangea. De este modo, se deforma la litosfera y se produce la emersión del denominado Macizo Hespérico, una enorme cadena montañosa resultante del choque de las placas, compuesta de granito, pizarra y cuarcita, sobre la que se asienta la actual meseta central. Es por esto por lo que en las profundas incisiones originadas por los ríos de esta zona se pueden contemplar los denominados arribanzos o gigantescas rocas graníticas.
Durante la Era Secundaria o Mesozoica (225-68 millones de años) se disgrega la Pangea y se forma la estructura actual de la corteza terrestre. La erosión desgasta intensamente las formaciones paleozoicas dando como resultado el paisaje actual de la penillanura zamorano-salmantina. Las profundas capas graníticas, al contactar con los sedimentos paleozoicos, originan micacita y gneis en algunos puntos.
Finalmente, en la Era Terciaria o Cenozoica (68-1,7 millones de años) se produce el progresivo levantamiento del este peninsular como consecuencia de la orogenia alpina. La inclinación de la península ibérica hacia el océano Atlántico determina hacia el oeste la orientación de la mayoría de los ríos, incluido el Duero que tiene que abrirse camino entre la llanura dando como resultado sus profundos arribes.

### Litología
La actual composición litológica del paisaje vino determinada por fuertes periodos de erosión a los que hay que sumar movimientos tectónicos, erupciones magmáticas y un periodo de estancia bajo el agua.
Las rocas de primitivo origen ígneo evolucionaron hasta convertirse en las granodioritas y granitos que ocupan la mayor parte de este territorio, una transformación ocurrió a lo largo de la Era Paleozoica. El granito apareció cuando el magma existente comenzó a enfriarse durante su paulatina ascensión hacia la superficie terrestre. La pizarra surge por los efectos que la Orogenia Hercínica produjo sobre los materiales allí depositados. La aparición de granito y pizarra se produce de forma bastante paralela, siendo su presencia muy abundante en toda la zona, como muestra el hecho de que ambos son materiales habitualmente utilizados en la construcción tradicional de los arribes o por su omnipresencia en las decenas de kilómetros de profundas depresiones horadadas por el Duero y sus afluentes.[cita requerida]
También, aunque en menor abundancia, existen rocas metamórficas intercaladas entre masas de granito y batolito, pero en zonas muy definidas, cuyos límites le son impuestos por la existencia de otros minerales, especialmente el granito.[cita requerida]
La presencia de minerales puede ser calificada de muy variada. Existen filones, aislados y escasos, de plata y oro en el municipio de Pino del Oro. La existencia de sulfuros, calcopirita y pirita se detecta en diversas zonas, en especial en Fermoselle. Respecto a los óxidos, es frecuente su presencia a lo largo de toda la zona. También es significativa la existencia de wolframio, especialmente en las localidades de Barruecopardo, Villadepera y Zafara.[cita requerida]
Entre los silicatos, muy abundantes en todo el territorio, destaca principalmente el cuarzo en varias de sus modalidades, tanto el situado a ras de tierra como el que se encuentra semienterrado, pero en todo caso dando una nota de colorido especial en medio de los caminos de tierra.[cita requerida]
Menos significativa es la presencia de otros minerales como la moscovita, la clorita o el caolín.[cita requerida]

### Minería
- La cantera de la presa de Almendra
- La mina de wolframio de Barruecopardo
- La Mina de El Carrascal en Villadepera
- La mina de wolframio de Zafara
- La Mina Dorinda de Carbajosa
- La Mina Feli de La Fregeneda
- La Mina de Fonte Santa en Lagoaça

## Diversidad biológica
La climatología existente en las arribes hace posible una gran diversidad vegetal en la que se establece el hábitat natural de numerosas especies. Los ecosistemas y la gran diversidad biológica que se genera en ellas es uno de los motivos más importantes de la declaración de esta zona como parque natural de Arribes del Duero y Parque natural del Duero Internacional.
El 9 de junio de 2015 los dos parques son declarados reserva de la biosfera transfronteriza por la Unesco bajo la denominación de Meseta Ibérica, junto a otras varias zonas protegidas españolas y portuguesas como el parque natural del Lago de Sanabria, la sierra de la Culebra, la Reserva natural de Lagunas de Villafáfila, el Parque natural de Montesinho y la albufera del Azibo.